# 成層圏プラットフォーム

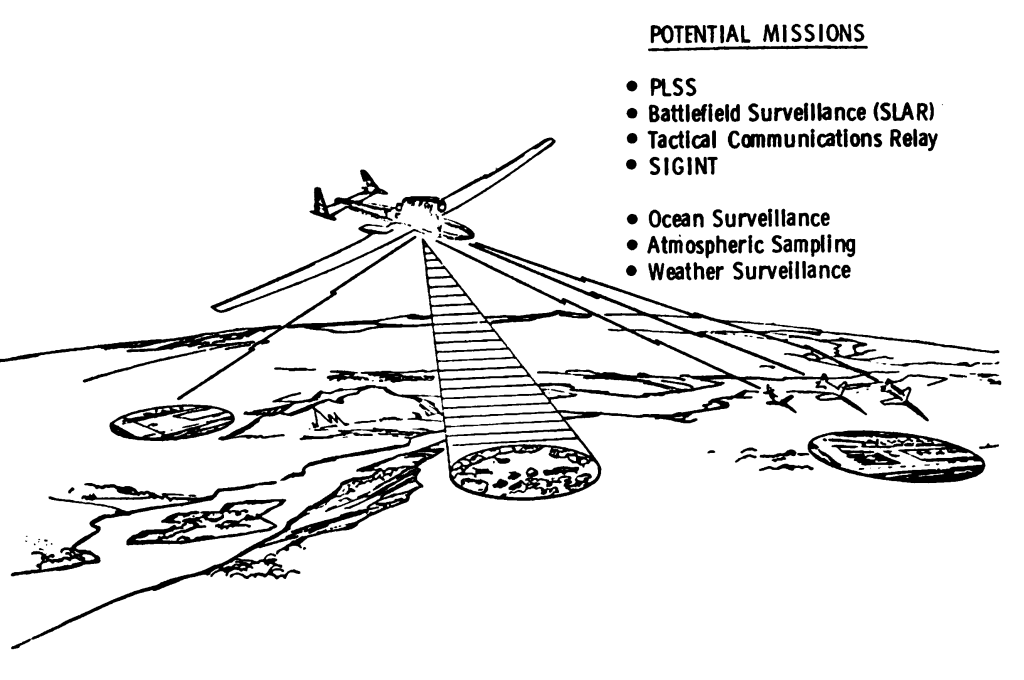
成層圏プラットフォームの構想図

成層圏プラットフォーム（せいそうけんプラットフォーム）とは、成層圏飛行船やソーラープレーンなどの航空機を利用して、成層圏にあたる高度約20キロメートルの高さに常駐する通信用空中プラットフォームである。主に通信や放送への活用を目的に研究開発が行われている。

## 概要
今日の無線局は地上の設備もしくは人工衛星に搭載する形で設置されている。地上に設置した場合は周辺の障害物の影響を受けやすくサービスの提供できる範囲が限られてしまい全国に膨大な数の中継局を設置する必要があるという欠点があり、人工衛星を利用した場合は電波強度が非常に小さくなりパラボラアンテナなど比較的大型な受信設備が必要になる、遠距離との通信である為にタイムラグが生じるという欠点を抱えているが、成層圏プラットフォームを用いた場合には高度20キロメートル程度の上空に無線局を設置するため、サービスの提供範囲を半径数十キロメートルから百数十キロメートル程度確保しつつ電波強度を十分確保できるため簡便な受信装置でサービスを提供することができるという利点がある。
日本では、1998年から2005年まで気球を用いた形式での開発が行われ、1999年からはミレニアム・プロジェクトのひとつとなり総務省（情報通信研究機構）、文部科学省（航空宇宙技術研究所、海洋研究開発機構）などの組織を横断しての研究開発がおこなわれた。JAXAおよびNICTで2種類の試験機が開発され、2003年には高度16キロメートルまでの上昇、2004年には全長68メートルの試験機で高度4キロメートルでの定点滞空を実証したものの、同時期に地上通信網が整備されたため通信基地および中継基地としての可能性が極めて低いと判断されプロジェクトは終了した。
一方で2019年にはソフトバンクから航空機型の成層圏通信プラットフォーム「HAPS（High Altitude Platform Station）」の事業化が発表されており、国内の成層圏プラットフォーム事業の流れは完全に途切れたわけではない。また海外でもアメリカのルーン社によって気球を用いたインターネット提供事業が展開されている他、韓国や中国でも研究が始まっており成層圏の利用は拡大傾向にある。
2021年1月21日、気球を利用した通信プラットフォームの構築を進めていたアメリカ、アルファベット傘下のルーンLCCは企業の解散を発表した。同社は「商業的実用化までの道のりが予想よりもはるかに長く、リスクが高いことが証明されたため」としている。これまでの研究成果はアルファベットが行っている光線による通信網の構築を行うプロジェクト「Taara」などに引き継がれてゆく。
2024年6月3日、NTTドコモとSpace Compassがエアバス・ディフェンス＆スペースとAALTO HAPSと高高度プラットフォームの早期商用化を目的とした資本提携に合意したと発表した。これにより、日本における2026年のサービス提供開始とグローバル展開を目指すとし、発表の中では地上約20km上空を数か月飛行し、地上への通信・観測サービスを提供する無人飛行体と定義している。